# Canadian Juniors
Das Canadian Juniors (auch Canada Junior International genannt) ist im Badminton die offene internationale Meisterschaft von Kanada für Junioren und damit das bedeutendste internationale Juniorenturnier in Kanada. Es wurde erstmals 2015 ausgetragen.

## Die Sieger
| Saison    | Herreneinzel      | Dameneinzel       | Herrendoppel               | Damendoppel                 | Mixed                       |
| --------- | ----------------- | ----------------- | -------------------------- | --------------------------- | --------------------------- |
| 2015      | Jason Ho-Shue     | Qingzi Ouyang     | Jason Ho-Shue Jonathan Lai | Erin O’Donoghue Kylie Cheng | Jason Ho-Shue Qingzi Ouyang |
| 2016 2017 | nicht ausgetragen | nicht ausgetragen | nicht ausgetragen          | nicht ausgetragen           | nicht ausgetragen           |
| 2018      | Brian Yang        | Wendy Zhang       | Brian Yang Stanley Feng    | Wendy Zhang Crystal Lai     | Brian Yang Katie Ho-Shue    |
| 2019      | Brian Yang        | Talia Ng          | Jonathan Chien Brian Yang  | Catherine Choi Talia Ng     | Brian Yang Catherine Choi   |
| 2020 2024 | nicht ausgetragen | nicht ausgetragen | nicht ausgetragen          | nicht ausgetragen           | nicht ausgetragen           |